# エドワード・ヴィヴィアン・ロバートソン
エドワード・ヴィヴィアン・ロバートソン（英語: Edward Vivian Robertson、1881年5月27日 - 1963年4月15日）は、ワイオミング州選出のアメリカ合衆国上院議員。

## 生涯
ウェールズのカーディフに生まれる。第二次ボーア戦争中の1899年から1902年まで、ウェールズ連隊の第3大隊に所属。1902年から1912年まで機械工学と電力工学に従事。米国に移住し、1912年にワイオミング州パーク郡に定住。1912年から1942年まで、ワイオミング州コーディにて家畜を調達し、商業に従事した。
1942年に共和党所属の米国上院議員として当選し、1943年1月3日から1949年1月3日まで務めた。1948年に立候補したが再選を果たせず、政治的・公的生活から引退した。1958年、コーディからオレゴン州ペンドルトンに居を移し、1963年に同地で死去。オレゴン州ベイカーのマウント・ホープ墓地（Mount Hope Cemetery）に埋葬された。